# Chunyang (köpinghuvudort i Kina, Jilin Sheng, lat 43,71, long 129,43)
Chunyang är en köpinghuvudort i Kina. Den ligger i provinsen Jilin, i den nordöstra delen av landet, omkring 340 kilometer öster om provinshuvudstaden Changchun. Antalet invånare är 15 798. Befolkningen består av 7 652 kvinnor och 8 146 män. Barn under 15 år utgör 11,0 %, vuxna 15-64 år 80 %, och äldre över 65 år 8,0 %.
Runt Chunyang är det ganska glesbefolkat, med 28 invånare per kvadratkilometer. Det finns inga andra samhällen i närheten. I omgivningarna runt Chunyang växer i huvudsak lövfällande lövskog.
Genomsnittlig årsnederbörd är 903 millimeter. Den regnigaste månaden är juli, med i genomsnitt 195 mm nederbörd, och den torraste är januari, med 6 mm nederbörd.